# アイヌ新法
アイヌ新法（アイヌしんぽう）とは、日本（主に北海道）に住んでいたアイヌ民族に関する法律の通称。アイヌ民族に関わる法律として長年存在した北海道旧土人保護法に代わって制定された法律であることからアイヌ新法と呼ばれる。

## 経緯
アイヌ民族を「保護」する法律としては1899年（明治32年）に制定された北海道旧土人保護法があったが、実際に行われたのはアイヌ民族の保護ではなく和人との同化であったとの評価や、差別意識の含まれる「旧土人」と呼称されることへの抵抗もあり、廃止運動も起こっていた。しかし、北海道旧土人保護法を単に廃止するだけではアイヌ民族を保護する法律が失われるため、北海道旧土人保護法に代わる新法を成立させようという運動が行われるようになった。この新法がアイヌ新法である。「アイヌ新法」の通称で呼ばれる法律には以下の2つがある。
- アイヌ文化の振興並びにアイヌの伝統等に関する知識の普及及び啓発に関する法律（通称アイヌ文化振興法、アイヌ文化法）1997年制定、2019年廃止
- アイヌの人々の誇りが尊重される社会を実現するための施策の推進に関する法律（通称アイヌ施策推進法）2019年制定

これらの法律に関して、日本学術会議は報告書で諸政策を提言していた。
2019年制定のアイヌ新法（アイヌの人々の誇りが尊重される社会を実現するための施策の推進に関する法律）は施行から5年後以降に改正を行う見込みであり、日本政府は2024年から北海道の内外で意見交換会を行っている。2025年6月8日に札幌市で開かれた北海道アイヌ協会の通常総会では、同法に明記された「差別禁止」という条文の実効性を高め、アイヌ民族に対する差別を防ぐための方策を日本政府に要求することを明記した事業計画が承認された。